# Bert Henri Bolink
Bert Henri Bolink (Deventer, 14 maart 1876 – Enschede, 24 februari 1950) was een Nederlands kunstschilder.

## Leven en werk
Bert Henri Bolink werd in 1876 geboren in Deventer. Na zijn middelbare school kreeg hij zijn opleiding aan de Rijksnormaalschool voor Teekenonderwijzers in Amsterdam (1895-1898). Na het behalen van zijn "Acte van Bekwaamheid voor Middelbaar onderwijs, handteekenen en perspectief" trok hij naar Enschede om daar tekenleraar te worden aan de avondambachtschool (1901). Uiteindelijk woonde en werkte hij in Enschede als vrijgevestigd kunstenaar.
Op 28 oktober 1911 trouwde hij in Enschede met Bertha van Dam, dochter van een textielfabrikant. Het paar kreeg vier kinderen onder wie Jan Hendrik (1913-1998), de latere kunstenaar. Merijn Bolink is een achterkleinzoon.
Vanaf 1918 kwam Bert Henri Bolink met een aantal van zijn leerlingen en liefhebbers bij elkaar in een lokaal van de HBS te Enschede om te tekenen naar model. Deze groep werd bekend onder de naam Tekenclub of Kunstclub.
Waar de Tekenclub geen enkele status had in Twente stond deze wel aan de wieg van Twentsche Kunstkring (1934).
Bekende leden van de Twentsche Kunstkring waren Bert Henri Bolink, Kees Broerse, Gerard C. Krol, Jan Broeze, Evert Rabbers, Pieter Arie Nijgh, Willem de Wijs, Riem Visser en Ina Scholten-van Heek. Ze waren kunstenaars met hart en ziel. Dat is voelbaar en zichtbaar in hun werk. Er werd van alles geschilderd en getekend.
De Twentsche Kunstkring slaagde er echter niet in jonge kunstenaars aan zich te binden, ze stond bij de jongeren bekend als ‘behoudzuchtige en dictatoriaal geregeerde club’ zoals Riemko Holtrop dat jaren later formuleerde. In de loop van de jaren '60 verdween de Twentsche Kunstkring uit beeld.
Bert Henri Bolink woonde en werkte voornamelijk in Enschede en omstreken. Hij schilderde, aquarelleerde en tekende stillevens, landschappen en vee in de 19e-eeuwse traditie, in de trant van de Larense School. 
In de jaren 1913 en 1914 verbleef hij in de zomer in Egmond aan Zee, waar het vissersleven hem inspireerde. 
Hij trok er echter het liefst op de fiets op uit om het onaangetaste platteland van Twente te verkennen en te schilderen. Hij heeft ook veel gewerkt voor het natuurhistorisch Museum Natura Docet in Denekamp, in 1911 opgericht door J.B. Bernink.
Bert Henri Bolink gaf onder andere privéles aan Frans Baaijens, Ferdinand Boersma, Ton Meyer en Piet Regenspurg. Hij was lid van de Tekenclub (vanaf 1918) en de Twentsche Kunstkring. Hij overleed op 73-jarige leeftijd in 1950 te Enschede.

## Afbeeldingen (selectie)

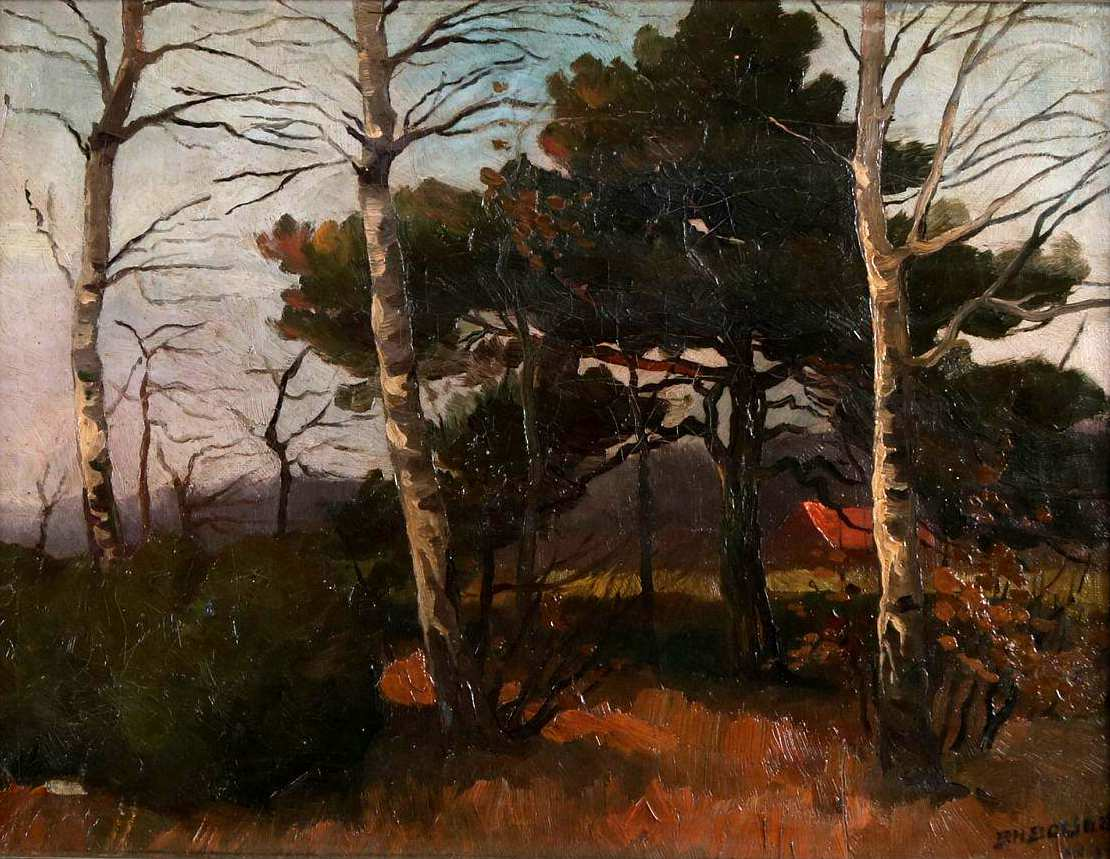
Bosgezicht met boerderij
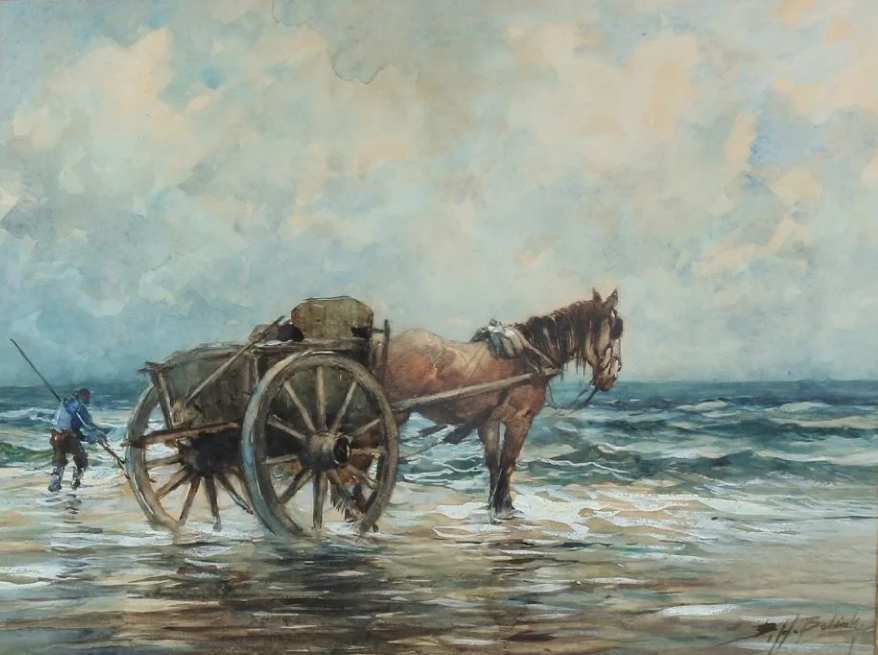
Standgezicht met visser, paard en wagen

## Tentoonstellingen (selectie)
Bert Henri Bolink heeft relatief weinig geëxposeerd.  Na zijn dood maakte hij deel uit van de groepstentoonstellingen van De Twentsche Kunstkring. 
- 1910	Enschede, Groote Sociëteit Enschede, schilderijen en tekeningen.
- 1911   Enschede, Groote Sociëteit Enschede.
- 1911   Almelo, Sociëteit 'Tot Nut en Vermaak'.
- 1930   Enschede, Groote Sociëteit Enschede.
- 1961	Enschede, Rijksmuseum Twenthe,  groepstentoonstelling De Twentsche Kunstkring.
- 2013   Enschede, Twentse Welle, groepstentoonstelling De Twentsche Kunstkring.
- 2014   Geesteren (Gld.), NH Kerk, Zomerexpositie 'Schilderkunst in Oost Nederland'.